# Nicolae M. Nicolae
Nicolae M. Nicolae (n. 3 noiembrie 1924,  Silistra - d. 2009) a fost un demnitar comunist și profesor universitar român.

## Biografie
După studiile elementare și liceale, a urmat Politehnica din București și a devenit inginer electromecanic.
A fost ofițer acoperit al Direcției de Informații Externe, poziție din care a fost eliminat după dezertarea generalului Ion Mihai Pacepa.

## Cariera politică
A fost membru al Partidului Comunist Român din 1945, membru deplin al Comitetului Central al Partidului Comunist Român în perioada 1974-1979.
A fost Ministru Secretar de Stat la Ministerul Comerțului Exterior și Cooperării Economice Internaționale (18 mart.1975-15 iun.1976) în Guvernul Manea Mănescu (2).
A fost Ministrul comerțului exterior (2 ianuarie - 28 iunie 1990) în Guvernul Petre Roman (1).

## Cariera diplomatică
Nicolae P. Nicolae a fost ambasador la Washington, SUA în perioada 1976 - 1978.

## Distincții
A fost distins cu Ordinul Steaua Republicii Socialiste România clasa a III-a (1971) „pentru merite deosebite în opera de construire a socialismului, cu prilejul aniversării a 50 de ani de la constituirea Partidului Comunist Român”.

## Scrieri
- O lume așa cum am cunoscut-o. Amintirile unui fost ambasador al României, editura Pro Domo, București, 2000, cu o prefață de Florin Constantiniu